# Concours Eurovision de la chanson 2003
Magical Rendez-vous
- Pays participants
- Pays relégués ne pouvant pas participer
- Autres pays ayant participé dans le passé

Tallinn 2002 Istanbul 2004
Le Concours Eurovision de la chanson 2003 fut la quarante-huitième édition du concours. Il se déroula le samedi 24 mai 2003, à Riga, en Lettonie. Il fut remporté par la Turquie, avec la chanson Everyway That I Can, interprétée par Sertab Erener. La Belgique termina deuxième et la Russie, troisième.

## Organisation
La Lettonie, qui avait remporté l'édition 2002, se chargea de l’organisation de l’édition 2003.
La télévision publique lettonne rencontra de nombreux défis financiers et techniques dans la production de cet évènement. Elle parvint à les surmonter, grâce à l’aide des télévisions publiques estonienne et suédoise.
De son côté, l'UER modifia la règle en matière d’ex æquo. Désormais, si deux ou plusieurs pays obtenaient le même score final, serait déclaré vainqueur, le pays ayant reçu des points du plus grand nombre de pays participants. En cas de nouvelle égalité, il serait alors procédé au décompte des douze points, puis des dix, etc.

## Pays participants
Vingt-six pays participèrent à la finale du quarante-huitième Concours, un nouveau record qui sera battu l’année suivante.
Cinq pays furent relégués : le Danemark, la Finlande, la Lituanie, la Macédoine et la Suisse.
Six pays firent leur retour : l'Islande, l'Irlande, la Norvège, les Pays-Bas, la Pologne et le Portugal.
Initialement, seuls vingt-cinq pays devaient concourir. Mais l'UER décida ultérieurement d’intégrer l’Ukraine, qui fit ainsi ses débuts.
Ce fut la toute dernière fois que le système des relégations fut employé. Dès l’année suivante, il fut remplacé par celui des demi-finales.

## Format
Le concours eut lieu au Skonto Hall, salle omnisports située à Riga.
La scène se composait d’un podium circulaire principal de couleur noire, bordé d’un autre espace de couleur blanche. Le sol de ce podium comportait un écran géant incrusté. Deux arches lumineuses surmontaient l’ensemble, l’inférieure étant brisée. Un mobile fait de trois arcs métalliques servait de décor. L’arrière-fond était composé d’une toile de couleur sombre, illuminée de milliers d’ampoules. Étaient en outre suspendus au-dessus de la scène, six écrans mobiles. Un podium secondaire, situé au milieu du public, servit aux présentateurs pour le vote.
Le programme dura près de trois heures et neuf minutes. Ce fut la dernière fois qu’une édition du Concours se déroula sur une seule soirée.

## Thème
Le slogan retenu fut « Magical Rendez-vous » (« Rendez-vous magique »).
Le logo était inspiré par les côtes de la Lettonie. Il se composait de trois arcs imbriqués, surmontés d’un soleil.

## Présentateurs
Les présentateurs de la soirée furent Marie N et Renārs Kaupers. Ils s’exprimèrent en anglais et en français.
Marie N avait remporté la victoire l’année précédente, et Renārs Kaupers avait représenté son pays, en 2000, avec son groupe Brainstorm. Il avait alors terminé à la troisième place.

## Ouverture
L’ouverture du concours débuta par une vidéo. La caméra parcourut l’espace, jusqu’à entrer dans la Voie lactée et le système solaire. Apparut alors une planète fleurie, symbolisant la Lettonie et sur laquelle vivaient deux créatures animées. La caméra montra ensuite la scène et l’entrée des présentateurs. Tous deux avaient revêtu de grands manteaux colorés. Leur premier geste fut de les enlever. Les deux vêtements disparurent alors d’eux-mêmes en coulisses.
Marie N et Renārs Kaupers firent les salutations d’usage et remercièrent l’Estonie pour avoir accueilli le concours l’année précédente. S’ensuivit une vidéo de présentation de Riga, dont les guides étaient Marie N et Renārs Kaupers. Ces derniers furent ensuite mis en communication satellite avec Lys Assia, depuis Nicosie. Ils échangèrent quelques mots. 

Marie N : - Lys, please, can you tell us how it was, the first Eurovision song contest ? 

Lys Assia : - It was fun, I won !
Ensuite, ils joignirent la Station spatiale internationale. Les cosmonautes Ed Lu et Yuri Malenchenko souhaitèrent bonne chance à tous les concurrents. Enfin, ils parlèrent avec Elton John, depuis Vienne, où se tenait un bal de charité en faveur des victimes du sida. Elton John en profita pour appeler à la solidarité de tous.

## Cartes postales
Les cartes postales étaient des vidéos montrant les candidats à l’œuvre durant la semaine des répétitions.

## Chansons
Vingt-six chansons concoururent pour la victoire.
Avant le concours, la chanson russe était donnée favorite. Finalement, elle termina troisième au classement général.
Le représentant autrichien, Alf Poier, était un comédien fort connu dans son pays. Sa chanson, Weil der Mensch zählt, était un hymne à l’individualisme. Pour sa prestation, il se fit accompagner sur scène par quatre figures de carton, représentant des têtes d’animaux sur des corps humains.
La représentante turque, Sertab Erener, était déjà une très grande star dans son pays. Elle avait été choisie par la télévision publique turque, à la suite d'un processus de sélection interne. Mais elle dut batailler pour imposer ses choix. Tout d’abord, elle choisit de chanter en anglais, devenant ainsi la première représentante turque à ne pas chanter en turc. Ensuite, insatisfaite de sa chanson, elle en fit remixer la bande-son avant la finale, afin de la rendre plus attractive pour le grand public. Enfin, Sertab décida de se faire accompagner sur scène par quatre danseuses qu'elle avait découvertes dans une école de danse du ventre à Vienne.
Les représentants polonais, le groupe Ich Troje, avaient tenté de représenter deux pays à la fois et s’étaient inscrits aux sélections nationales polonaise et allemande. Ils remportèrent la première mais ne terminèrent que sixième à la seconde.
La chanson belge, Sanomi, fut la toute première chanson de l’histoire du concours à être écrite dans un langage imaginaire.

## Controverses

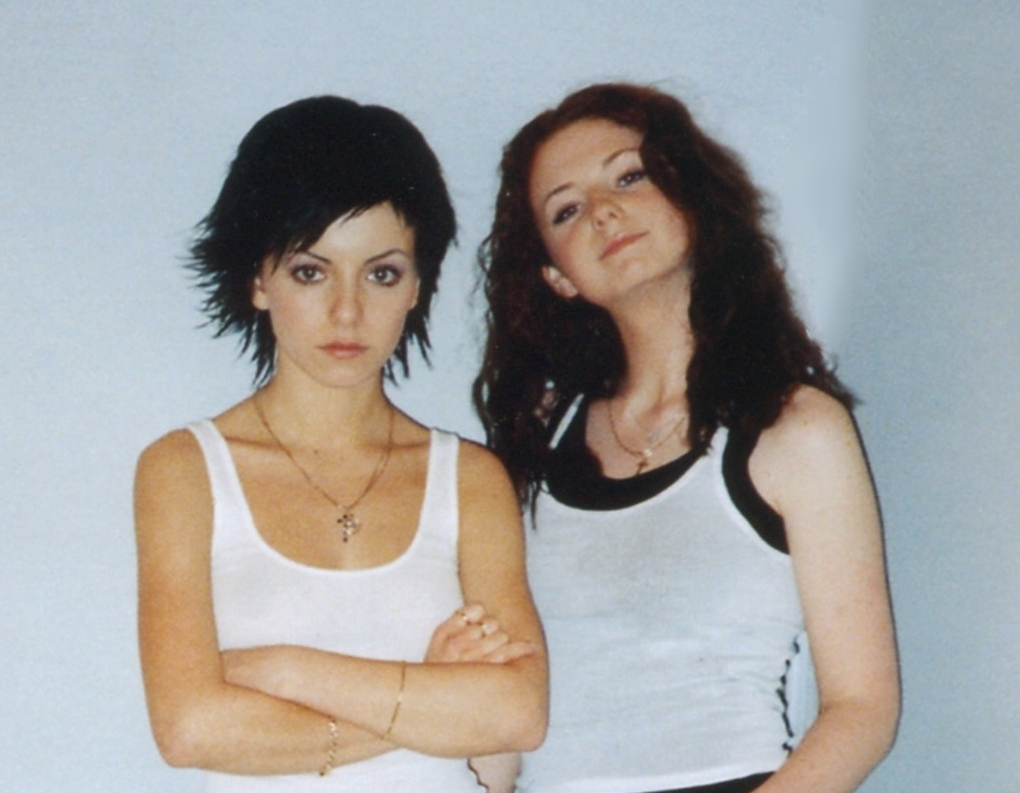
Julia Volkova et Lena Katina

Les représentantes russes étaient le groupe t.A.T.u., qui avait déjà remporté un grand succès commercial en 2002, avec All The Things She Said. Il s’agissait d’un duo composé des chanteuses Lena Katina et Julia Volkova, supposées entretenir une relation homosexuelle. Tout cela n’était en fait qu’une ruse commerciale, inventée par leur manager Ivan Shapovalov. Durant la semaine des répétitions, Katina et Volkova se signalèrent par leur comportement capricieux, notamment en arrivant en retard à certaines répétitions, en en manquant d’autres et en boycottant les conférences de presse. Leur manager annonça en outre qu’elles s’embrasseraient sur la bouche durant leur prestation. Elles durent cependant y renoncer, après que l’UER les eut menacées de disqualification.
Une des membres du groupe belge Urban Trad, Soetkin Collier, ne put accompagner ses collègues à Riga. La rumeur circula qu’elle avait appartenu à un groupe d’étudiants d’extrême-droite et que la télévision publique belge, sur avis des services de sécurité, avait préféré lui retirer son accréditation. Collier et le groupe démentirent vivement ces accusations.

## Pause commerciale
Durant la pause commerciale, deux journalistes, Ilze Jaunalksne et Dīvs Reiznīeks, prirent la parole depuis la green room. La première échangea quelques mots avec la représentante islandaise, Birgitta Haukdal ; le second, avec le représentant chypriote, Stelios Constantas.

## Entracte
Le spectacle d'entracte fut une vidéo présentant les différents genres musicaux en vogue en Lettonie. Y apparurent le groupe traditionnel Iļģi, Brainstorm (qui interpréta A Day Before Tomorrow), Marie N (qui interpréta I Feel Good) et le pianiste Raimonds Pauls.

## Green room
Pour la toute première fois, la green room était située juste derrière la scène. À la fin de l’entracte, la cloison séparant les deux se releva et les spectateurs dans la salle purent alors voir directement les artistes et les délégations étrangères.
Durant le vote, la caméra fit systématiquement un plan sur les participants qui recevaient "douze points". Apparurent ainsi à l'écran Jostein Hasselgård, Sertab Erener, Mija Martina, Birgitta Haukdal, Beth, t.A.T.u., Mando, Ich Troje, Nicola, Urban Trad, Mickey Harte, Stelios Constantas et Fame.
À nouveau, Ilze Jaunalksne et Dīvs Reiznīeks firent une apparition, Jaunalksne interviewant brièvement Sertab Erener.

## Vote
Dans vingt-trois pays, les téléspectateurs votèrent par téléphone et par SMS pour leurs chansons préférées. Les votes ainsi exprimés furent agrégés en 1, 2, 3, 4, 5, 6, 7, 8, 10 et 12 points. Dans trois autres pays, (la Bosnie-Herzégovine, l’Irlande et la Russie), le vote fut décidé par un jury, qui attribua 1, 2, 3, 4, 5, 6, 7, 8, 10 et 12 points à ses dix chansons préférées. Chaque pays fut contacté par satellite, selon l'ordre de passage des participants. Les points furent énoncés dans l’ordre ascendant, de un à douze.
Le superviseur délégué sur place par l'UER fut Sarah Yuen.
Pour la toute première fois, le tableau de vote se présenta sous une forme dynamique. Les noms de pays y évoluaient sur deux colonnes, au fur et à mesure des résultats. Le pays en tête apparaissait en haut de la colonne de gauche et le pays en dernière position, en bas de la colonne de droite.
Le vote ne connut qu’un seul hiatus, lors de l’annonce des points de la Bosnie-Herzégovine. La porte-parole bosnienne attribua cinq points à la Croatie, puis sept points à la Roumanie. Marie N l’interrompit pour lui demander à qui étaient attribués les six points. La porte-parole répondit alors : « I think I made a little bit… a little mistake. » Elle attribua alors cinq points à l’Autriche et six points à la Croatie. Les présentateurs lui demandèrent alors de reprendre l’attribution des points depuis le début. La porte-parole enchaîna aussitôt et fut à nouveau interrompue par Renārs Kaupers, qui lui demanda d’attendre que le tableau des votes soit prêt. La porte-parole meubla l’intervalle en disant : « One big, big hello from Sarajevo ! », ce qui entraîna les rires et les applaudissements du public.
Le vote débuta par un certain flottement. Mais après le huitième vote, le vote croate, trois pays émergèrent : la Belgique, la Russie et la Turquie. La suite ne fut plus qu’un long et intense suspense, ces trois pays se disputant la tête du classement. Après l’avant-dernier vote, le vote suédois, la Belgique était à 162 points, la Turquie à 157 et la Russie à 152. Ce fut le dernier vote, le vote slovène, qui s’avéra décisif, le pays attribuant trois points à la Belgique, dix points à la Turquie et douze points à la Russie. Les trois pays terminèrent alors le vote, à peine séparés par trois points : la Turquie à 167, la Belgique à 165 et la Russie à 164.
Enfin, ce fut la toute première fois que Chypre attribua des points à la Turquie.

## Résultats
Ce fut la première victoire de la Turquie au concours. Ce fut la première fois qu’un pays remporta le Concours en passant en quatrième place.
Sertab Erener reçut le trophée de la victoire des mains du maire de Riga, Gundars Bojārs, et de Sarah Yuen.
En 2005, lors de l'émission spéciale Congratulations, Everyway That I Can fut élue neuvième meilleure chanson dans toute l'histoire du concours.
Pour la toute première fois, le Royaume-Uni termina à la dernière place avec "nul point". Les représentants britanniques, le groupe Jemini, donnèrent comme cause de ce résultat, les problèmes techniques rencontrés avec leurs oreillettes tout au long de leur prestation.
| Ordre | Pays               | Artiste(s)           | Chanson                                | Langue(s)                 | Place | Points |
| ----- | ------------------ | -------------------- | -------------------------------------- | ------------------------- | ----- | ------ |
| 01    | Islande            | Birgitta Haukdal     | Open Your Heart                        | Anglais                   | 8     | 81     |
| 02    | Autriche           | Alf Poier            | Weil der Mensch zählt                  | Styrien                   | 6     | 101    |
| 03    | Irlande            | Mickey Harte         | We've Got The World                    | Anglais                   | 11    | 53     |
| 04    | Turquie            | Sertab Erener        | Everyway That I Can                    | Anglais                   | 1     | 167    |
| 05    | Malte              | Lynn Chircop         | To Dream Again                         | Anglais                   | 25    | 4      |
| 06    | Bosnie-Herzégovine | Mija Martina         | Ne brini                               | Croate, anglais           | 16    | 27     |
| 07    | Portugal           | Rita Guerra          | Deixa-me sonhar (só mais uma vez)      | Portugais, anglais        | 22    | 13     |
| 08    | Croatie            | Claudia Beni         | Više nisam tvoja                       | Croate, anglais           | 15    | 29     |
| 09    | Chypre             | Stelios Constantas   | Feeling Alive                          | Anglais                   | 20    | 15     |
| 10    | Allemagne          | Lou                  | Let's Get Happy                        | Anglais                   | 11    | 53     |
| 11    | Russie             | t.A.T.u.             | Ne ver', ne boïsia (Не верь, не бойся) | Russe                     | 3     | 164    |
| 12    | Espagne            | Beth                 | Dime                                   | Espagnol                  | 8     | 81     |
| 13    | Israël             | Lior Narkis          | Words For Love                         | Hébreu, anglais           | 19    | 17     |
| 14    | Pays-Bas           | Esther Hart          | One More Night                         | Anglais                   | 13    | 45     |
| 15    | Royaume-Uni        | Jemini               | Cry Baby                               | Anglais                   | 26    | 0      |
| 16    | Ukraine            | Oleksandr Ponomariov | Hasta la vista                         | Anglais                   | 14    | 30     |
| 17    | Grèce              | Mando                | Never Let You Go                       | Anglais                   | 17    | 25     |
| 18    | Norvège            | Jostein Hasselgård   | I'm Not Afraid To Move On              | Anglais                   | 4     | 123    |
| 19    | France             | Louisa Baïleche      | Monts et merveilles                    | Français                  | 18    | 19     |
| 20    | Pologne            | Ich Troje            | Keine Grenzen - zadnych granic         | Allemand, polonais, russe | 7     | 90     |
| 21    | Lettonie H T       | F.L.Y.               | Hello From Mars                        | Anglais                   | 24    | 5      |
| 22    | Belgique           | Urban Trad           | Sanomi                                 | Imaginaire                | 2     | 165    |
| 23    | Estonie            | Ruffus               | Eighties Coming Back                   | Anglais                   | 21    | 14     |
| 24    | Roumanie           | Nicola               | Don't Break My Heart                   | Anglais                   | 10    | 73     |
| 25    | Suède              | Fame                 | Give Me Your Love                      | Anglais                   | 5     | 107    |
| 26    | Slovénie           | Karmen Stavec        | Nanana                                 | Anglais                   | 23    | 7      |

## Anciens participants
Il n'y eut aucun ancien participant de retour. Ce fut la quatrième fois dans l'histoire du concours, après 1970, 1989 et 2001.

## Tableau des votes
| Drapeau de l'Islande                              | Drapeau de l'Autriche | Drapeau de l'Irlande | Drapeau de la Turquie | Drapeau de Malte | Drapeau de la Bosnie-Herzégovine | Drapeau du Portugal | Drapeau de la Croatie | Drapeau de Chypre | Drapeau de l'Allemagne | Drapeau de la Russie | Drapeau de l'Espagne | Drapeau d’Israël | Drapeau des Pays-Bas | Drapeau du Royaume-Uni | Drapeau de l'Ukraine | Drapeau de la Grèce | Drapeau de la Norvège | Drapeau de la France | Drapeau de la Pologne | Drapeau de la Lettonie | Drapeau de la Belgique | Drapeau de l'Estonie | Drapeau de la Roumanie | Drapeau de la Suède | Drapeau de la Slovénie | Total |    |     |
| Pays                                              | Islande               |                      | –                     | 7                | 8                                | 12                  | –                     | –                 | 6                      | 5                    | 1                    | –                | –                    | –                      | 6                    | –                   | 4                     | –                    | 12                    | 1                      | 1                      | 3                    | 3                      | 1                   | –                      | 7     | 4  | 81  |
| Pays                                              | Autriche              | 10                   |                       | –                | 6                                | –                   | 5                     | 10                | 5                      | 4                    | 2                    | –                | 8                    | –                      | 8                    | 8                   | –                     | 2                    | 8                     | –                      | –                      | 4                    | 2                      | 6                   | –                      | 6     | 7  | 101 |
| Pays                                              | Irlande               | 2                    | –                     |                  | 5                                | 5                   | –                     | 7                 | 4                      | 7                    | –                    | –                | –                    | –                      | –                    | 12                  | 1                     | –                    | 6                     | –                      | –                      | 1                    | 1                      | –                   | –                      | –     | 2  | 53  |
| Pays                                              | Turquie               | 3                    | 12                    | –                |                                  | 4                   | 12                    | 8                 | 10                     | 8                    | 10                   | –                | 3                    | 7                      | 12                   | 7                   | 2                     | 7                    | 10                    | 10                     | 2                      | –                    | 12                     | –                   | 10                     | 8     | 10 | 167 |
| Pays                                              | Malte                 | –                    | –                     | 3                | –                                |                     | –                     | 1                 | –                      | –                    | –                    | –                | –                    | –                      | –                    | –                   | –                     | –                    | –                     | –                      | –                      | –                    | –                      | –                   | –                      | –     | –  | 4   |
| Pays                                              | Bosnie-Herz.          | –                    | 7                     | –                | 12                               | –                   |                       | –                 | 8                      | –                    | –                    | –                | –                    | –                      | –                    | –                   | –                     | –                    | –                     | –                      | –                      | –                    | –                      | –                   | –                      | –     | –  | 27  |
| Pays                                              | Portugal              | –                    | –                     | 2                | –                                | –                   | –                     |                   | –                      | –                    | –                    | –                | 2                    | –                      | –                    | –                   | 3                     | –                    | –                     | 6                      | –                      | –                    | –                      | –                   | –                      | –     | –  | 13  |
| Pays                                              | Croatie               | –                    | 5                     | 6                | 3                                | –                   | 6                     | –                 |                        | –                    | –                    | –                | –                    | –                      | –                    | –                   | –                     | 1                    | –                     | –                      | –                      | –                    | –                      | –                   | –                      | –     | 8  | 29  |
| Pays                                              | Chypre                | –                    | –                     | –                | –                                | 2                   | –                     | –                 | –                      |                      | –                    | –                | –                    | 1                      | –                    | –                   | –                     | 12                   | –                     | –                      | –                      | –                    | –                      | –                   | –                      | –     | –  | 15  |
| Pays                                              | Allemagne             | 8                    | 1                     | 4                | –                                | 3                   | –                     | –                 | –                      | –                    |                      | 7                | 4                    | –                      | 2                    | 4                   | –                     | –                    | –                     | –                      | 5                      | 2                    | –                      | 2                   | 1                      | 10    | –  | 53  |
| Pays                                              | Russie                | 4                    | 8                     | –                | 10                               | 1                   | 3                     | 4                 | 12                     | 10                   | 8                    |                  | 6                    | 10                     | 1                    | –                   | 12                    | 10                   | 2                     | 7                      | 4                      | 12                   | 7                      | 12                  | 7                      | 2     | 12 | 164 |
| Pays                                              | Espagne               | 6                    | –                     | –                | 2                                | –                   | –                     | 12                | 7                      | 6                    | –                    | 6                |                      | 12                     | 5                    | –                   | –                     | 5                    | –                     | –                      | –                      | –                    | 10                     | –                   | 5                      | 4     | 1  | 81  |
| Pays                                              | Israël                | –                    | –                     | –                | –                                | –                   | –                     | –                 | –                      | –                    | –                    | 5                | 1                    |                        | –                    | –                   | –                     | 3                    | –                     | 8                      | –                      | –                    | –                      | –                   | –                      | –     | –  | 17  |
| Pays                                              | Pays-Bas              | –                    | –                     | 5                | –                                | 7                   | 2                     | –                 | –                      | –                    | –                    | 10               | –                    | 2                      |                      | 1                   | –                     | –                    | 5                     | –                      | –                      | –                    | 8                      | –                   | –                      | 5     | –  | 45  |
| Pays                                              | Royaume-Uni           | –                    | –                     | –                | –                                | –                   | –                     | –                 | –                      | –                    | –                    | –                | –                    | –                      | –                    |                     | –                     | –                    | –                     | –                      | –                      | –                    | –                      | –                   | –                      | –     | –  | 0   |
| Pays                                              | Ukraine               | –                    | –                     | –                | –                                | –                   | –                     | –                 | –                      | –                    | –                    | 8                | –                    | 4                      | –                    | –                   |                       | –                    | –                     | –                      | 10                     | 5                    | –                      | 3                   | –                      | –     | –  | 30  |
| Pays                                              | Grèce                 | –                    | –                     | 1                | 4                                | –                   | –                     | –                 | –                      | 12                   | 5                    | 1                | –                    | –                      | –                    | –                   | –                     |                      | –                     | –                      | –                      | –                    | –                      | –                   | 2                      | –     | –  | 25  |
| Pays                                              | Norvège               | 12                   | 2                     | 12               | –                                | 6                   | –                     | 5                 | –                      | –                    | 7                    | 4                | –                    | 3                      | 7                    | 6                   | 7                     | –                    |                       | 3                      | 6                      | 7                    | 6                      | 10                  | 3                      | 12    | 5  | 123 |
| Pays                                              | France                | –                    | –                     | –                | –                                | –                   | 8                     | 2                 | –                      | –                    | –                    | –                | –                    | –                      | –                    | –                   | –                     | –                    | –                     |                        | 3                      | –                    | –                      | –                   | 6                      | –     | –  | 19  |
| Pays                                              | Pologne               | –                    | 10                    | –                | –                                | 10                  | –                     | –                 | –                      | –                    | 12                   | –                | 5                    | –                      | 4                    | 2                   | 8                     | 6                    | 4                     | 5                      |                        | 8                    | 5                      | 4                   | 4                      | 3     | –  | 90  |
| Pays                                              | Lettonie              | –                    | –                     | –                | –                                | –                   | –                     | –                 | –                      | –                    | –                    | –                | –                    | –                      | –                    | –                   | –                     | –                    | –                     | –                      | –                      |                      | –                      | 5                   | –                      | –     | –  | 5   |
| Pays                                              | Belgique              | 7                    | 4                     | 10               | 7                                | –                   | 10                    | 6                 | –                      | 3                    | 6                    | 3                | 12                   | 8                      | 10                   | 5                   | 10                    | 8                    | 3                     | 12                     | 12                     | 10                   |                        | 8                   | 8                      | –     | 3  | 165 |
| Pays                                              | Estonie               | 1                    | –                     | 8                | –                                | –                   | –                     | –                 | –                      | –                    | –                    | 2                | –                    | –                      | –                    | 3                   | –                     | –                    | –                     | –                      | –                      | –                    | –                      |                     | –                      | –     | –  | 14  |
| Pays                                              | Roumanie              | –                    | 6                     | –                | 1                                | –                   | 7                     | –                 | 1                      | 2                    | 4                    | 12               | 10                   | 6                      | –                    | –                   | 6                     | 4                    | 1                     | 4                      | 8                      | –                    | –                      | –                   |                        | 1     | –  | 73  |
| Pays                                              | Suède                 | 5                    | 3                     | –                | –                                | 8                   | 1                     | 3                 | 2                      | 1                    | 3                    | –                | 7                    | 5                      | 3                    | 10                  | 5                     | –                    | 7                     | 2                      | 7                      | 6                    | 4                      | 7                   | 12                     |       | 6  | 107 |
| Pays                                              | Slovénie              | –                    | –                     | –                | –                                | –                   | 4                     | –                 | 3                      | –                    | –                    | –                | –                    | –                      | –                    | –                   | –                     | –                    | –                     | –                      | –                      | –                    | –                      | –                   | –                      | –     |    | 7   |
| Le tableau suit l'ordre de passage des candidats. |                       |                      |                       |                  |                                  |                     |                       |                   |                        |                      |                      |                  |                      |                        |                      |                     |                       |                      |                       |                        |                        |                      |                        |                     |                        |       |    |     |

## Prix Marcel-Bezençon
| Catégorie                                   | Pays     | Artiste(s)    | Chanson             | Place | Points |
| ------------------------------------------- | -------- | ------------- | ------------------- | ----- | ------ |
| Prix de la meilleure performance artistique | Pays-Bas | Esther Hart   | One More Night      | 13    | 45     |
| Prix de la presse                           | Turquie  | Sertab Erener | Everyway That I Can | 1     | 167    |
| Prix des fans                               | Espagne  | Beth          | Dime                | 8     | 81     |

## Télédiffuseurs
Pays participants
| Pays               | Télédiffuseur(s)     | Commentateur(s)                     | Porte-parole         |
| ------------------ | -------------------- | ----------------------------------- | -------------------- |
| Allemagne          | Das Erste            | Peter Urban                         | Axel Bulthaupt       |
| Allemagne          | Deutschlandfunk      | Thomas Mohr                         | Axel Bulthaupt       |
| Autriche           | ORF 1                | Andi Knoll                          | Dodo Roščić          |
| Autriche           | Hitradio Ö3          | Martin Blumenau                     | Dodo Roščić          |
| Belgique           | La Une               | Jean-Pierre Hautier                 | Corinne Boulangier   |
| Belgique           | RTBF La Première     | Patrick Duhamel & Sophie Brems      | Corinne Boulangier   |
| Belgique           | VRT TV1              | André Vermeulen & Anja Daems        | Corinne Boulangier   |
| Belgique           | VRT Radio 2          | Julien Put & Michel Follet          | Corinne Boulangier   |
| Bosnie-Herzégovine | BHTV1                | Dejan Kukrić                        | Ana Vilenica         |
| Chypre             | RIK 1                | Evi Papamichail                     | Loukas Hamatsos      |
| Chypre             | CyBC Radio 2         | Pavlos Pavlou                       | Loukas Hamatsos      |
| Croatie            | HRT 2                | Danijela Trbović                    | Davor Meštrović      |
| Croatie            | HR 2                 | Draginja Balaš                      | Davor Meštrović      |
| Espagne            | TVE1                 | José Luis Uribarri                  | Anne Igartiburu      |
| Estonie            | ETV                  | Marko Reikop                        | Ines                 |
| Estonie            | Raadio 2             | Vello Rand                          | Ines                 |
| France             | France 3             | Laurent Ruquier & Isabelle Mergault | Sandrine François    |
| France             | France Bleu          | Laurent Boyer                       | Sandrine François    |
| Grèce              | ET1                  | Dáfni Bókota                        | Alexis Kostalas      |
| Grèce              | ERA1                 | Giorgos Mitropoulos                 | Alexis Kostalas      |
| Islande            | Sjónvarpið           | Gísli Marteinn Baldursson           | Eva María Jónsdóttir |
| Israël             | Aroutz 1             | pas de commentateur                 | Michal Zoharetz      |
| Israël             | Reshet Gimel         | Daniel Pe’er                        | Michal Zoharetz      |
| Irlande            | RTÉ Two              | Marty Whelan                        | Pamela Flood         |
| Irlande            | RTÉ Radio 1          | Gerry Ryan                          | Pamela Flood         |
| Lettonie           | LTV                  | Kārlis Streips                      | Ģirts Līcis          |
| Malte              | PBS                  | John Bundy                          | Sharon Borg          |
| Norvège            | NRK1                 | Jostein Pedersen                    | Roald Øyen           |
| Pays-Bas           | Nederland 2          | Willem van Beusekom                 | Marlayne             |
| Pays-Bas           | Radio 3FM            | Wessel van Diepen                   | Marlayne             |
| Pologne            | TVP 1                | Artur Orzech                        | Maciej Orłoś         |
| Portugal           | RTP1                 | Margarida Mercês de Mello           | Helena Ramos         |
| Roumanie           | TVR1                 | Andreea Demirgian                   | Leonard Miron        |
| Royaume-Uni        | BBC One              | Terry Wogan                         | Lorraine Kelly       |
| Royaume-Uni        | BBC Radio 2          | Ken Bruce                           | Lorraine Kelly       |
| Russie             | Perviy Kanal         | Yuri Aksyuta & Yelena Batinova      | Yana Churikova       |
| Russie             | La Voix de la Russie | Vadim Dolgachev                     | Yana Churikova       |
| Slovénie           | SLO1                 | Andrea F                            | Peter Poles          |
| Suède              | SVT1                 | Pekka Heino                         | Kattis Ahlström      |
| Suède              | SR P3                | Carolina Norén                      | Kattis Ahlström      |
| Turquie            | TRT 1                | Bülend Özveren                      | Meltem Ersan Yazgan  |
| Turquie            | TRT Radyo 3          | Canan Kumbasar                      | Meltem Ersan Yazgan  |
| Ukraine            | NTU                  | Pavlo Shylko                        | Lyudmyla Hariv       |
| Ukraine            | NRU                  | Tetjana Terekhova                   | Lyudmyla Hariv       |

Pays relégués
| Pays      | Télédiffuseur(s) | Commentateur(s)                 |
| --------- | ---------------- | ------------------------------- |
| Danemark  | DR2              | Jørgen de Mylius                |
| Finlande  | YLE TV2          | Maria Guzenina & Asko Murtomäki |
| Lituanie  | LRT              | Darius Užkuraitis               |
| Macédoine | MTV 3            | Milanka Rašik                   |
| Suisse    | TSR 2            | Jean-Marc Richard               |
| Suisse    | SF2              | Roman Kilchsperger              |
| Suisse    | TSI 1            | Daniele Rauseo                  |